# 1530-ті до н. е.

## Правителі
- Єгипет: фараон Яхмос I.
- Вавилонія: цар Бурна-Буріаш І;
- Ассирія: цар Ашур-нірарі І;
- Хатті: царі Аммуна та Хуцція І.